# Feed (film, 2005)
Pour les articles homonymes, voir Feed.
Ne doit pas être confondu avec Feed (film, 2022).
Pour plus de détails, voir Fiche technique et Distribution.
Feed ou Morbide au Québec est un film australien traitant la pratique du « feederisme » réalisé par Brett Leonard, sorti en 2005.

## Synopsis
Deux policiers australiens enquêtent sur un site internet proposant de visualiser certains actes pervers sur le Feederisme, notamment une forme de relation sado-masochiste entre un ravisseur (nourrisseur ou "Feeder") et sa victime obèse (autrement dit "Feedee") . Plus les recherches avancent, plus l'agent Philip Jackson voit son passé ressurgir et sa vie de couple se désintégrer. Un film traitant les plus profonds et extrêmes fantasmes des Feeders.

## Fiche technique
- Titre : Feed
- Titre québécois : Morbide
- Réalisation : Brett Leonard
- Scénario : Kieran Galvin, Alex O'Loughlin, Patrick Thompson
- Photographie : Steve Arnold
- Montage : Mark Bennett
- Musique : Gregg Leonard, Geoff Michael
- Production : Melissa Beauford
- Sociétés de Production : All At Once, Becker Films
- Sociétés de distribution : Force Entertainment, TLA Releasing, Videoville Showtime, VVS Films
- Producteur : Melissa Beauford
- Format : Couleurs - 2,35:1
35 mm
- Décors : Jessamy Llewelyn
- Interdictions : -18 ans au Canada, -16 ans en Belgique

## Distribution
- Alex O'Loughlin : Michael Carter
- Patrick Thompson : Phillip Jackson
- Gabby Millgate : Deidre
- Jack Thompson : Richard
- Rose Ashton : Abbey
- Matthew Le Nevez : Nigel
- David Field : Father Turner
- Sherly Sulaiman : Mary
- Marika Aubrey : Jesse
- Adam Hunt : German Cannibal
- Nicholas Coghlan : Cannibal Victim
- Yure Covich : Hans
- Connor Thompson : Young Phillip
- Helen Thearle : Young Phillip's Mother
- Peter Holloway : Young Phillip's Father
- Shane C. Rodrigo : Young Phillip's Mother's Lover
- Adam Young : Michael - Age 15
- Victoria Doyle : Young Jesse / Lucy
- Martin Schultz-Moller : Michael - Age 9
- Tracy Moore : Kathleen
- Betty Lucas : Janet
- David No : Sang
- Imogen Bailey : Veronica
- Mary Beaufort : Nurse
- James Holbrook : Uniform Policeman
- Irina Bursill : Stripper
- Steve Athanas : Radio DJ
- Becky Dickinson : Doctor
- Octavia Blackman : Altar Boy
- Maxine's Father : Dad
- Emily Mees : Young Girl At Church
- Margaret Lou Davis : Woman In Leopard Coat
- Masa Yamaguchi : Dog Boy